# Academia de Polícia do Estado de São Paulo
A Academia de Polícia Dr. Coriolano Nogueira Cobra, conhecida como Acadepol, é o órgão/escola de nível departamental da Polícia Civil do Estado de São Paulo, responsável pelo recrutamento e treinamento de novos policiais civis, aperfeiçoamento dos servidores na ativa, com cursos de capacitação e uso de armas, bem como atendimento ao público em geral.
Além do recrutamento e treinamento de policiais civis, a Acadepol-SP também é responsável pela formação e treinamento dos policiais civis que prestam serviço na Superintendência de Polícia Técnico-Científica de São Paulo (Polícia Científica), além de ministrar anualmente o Curso Superior de Polícia, destinado a promover Delegados de Polícia, e Oficiais da Polícia Militar para a última graduação de suas respectivas carreiras.

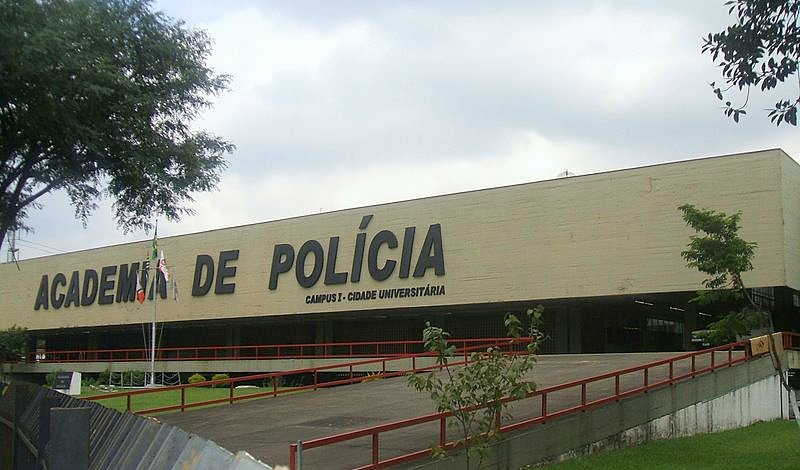
Fachada da Academia de Polícia Civil

Em 26 de novembro de 2010, a Acadepol, fez uma cerimônia solene aos formandos da 1ª Turma do "Curso Academia de Polícia para Cidadão", que foi ministrado para Presidentes de Consegs do Estado de São Paulo, do qual foi descerrada uma placa emérita alusiva ao curso e com o nome de todos os formandos.

## Histórico
Tendo sido construído originalmente para abrigar a Reitoria da Universidade de São Paulo (USP), o prédio foi cedido para a Polícia Civil em 1970, passando a abrigar a Academia de Polícia.
Hoje, apesar de a portaria principal da Acadepol ainda se localizar no interior da Cidade Universitária, a instituição conta com outras duas portarias: uma logo ao lado do Portão 1 da USP e outra atrás do prédio onde se localiza a sede da Superintendência da Polícia Técnico-Científica, órgão de Polícia Científica do Estado de São Paulo.

## Localização
A Acadepol fica localizada na entrada principal (Portão 1) da Cidade Universitária (Universidade de São Paulo) e tem capacidade para 1200 alunos, com acomodações para cerca de 400 em seus alojamentos, pois hospeda policiais de outros estados da Federação e de vários municípios paulistas.

## Estrutura

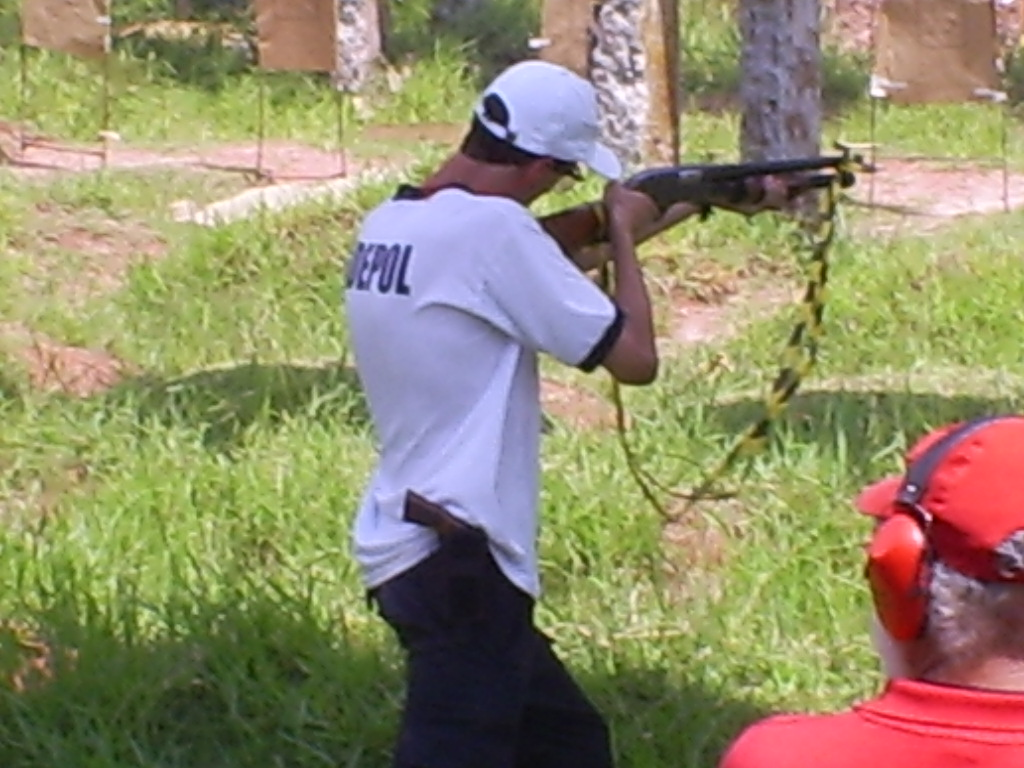
Papiloscopista Policial em treinamento na Academia de Polícia de São Paulo

Com seu prédio sendo dividido em quinze alas, cinco delas destinadas a salas de aula, a instituição conta com aproximadamente 35 salas de aula, além de um anfiteatro, duas salas de vídeo equipadas com equipamentos de última geração, uma biblioteca (com livros de todas as áreas, mas especializada em Processo Penal) e um estande onde são disparados anualmente entre 500 mil e um milhão de tiros dos mais diversos calibres (os cursos de formação atualmente têm uma carga de mil disparos por aluno, além dos cursos de especialização ministrados regularmente).
Além de sua estrutura própria, a Acadepol ainda se utiliza de estandes do Exército Brasileiro para realizar treinamentos com disparos de armas mais potentes ou a maiores distâncias, contando, para o deslocamento de seus alunos, com três ônibus próprios.
Treinamentos de invasão, de Conduta Policial, de Sobrevivência Policial e de Táticas Especiais são realizados em construções abandonadas nas áreas vizinhas.

### Novo núcleo
Em 2006, ficou pronto o novo núcleo de ensino da Acadepol, em Mogi das Cruzes. Apesar de contar com estruturas mais avançadas e com melhores instalações, ainda não recebeu alunos de nenhum dos cursos de formação em tempo integral porque ainda se considera que a cidade de São Paulo propicia uma maior facilidade de locomação para policiais das diversas cidades do interior paulista.

## Missão institucional
Instalada em 1970 e sucessora da antiga Escola de Polícia, conta com professores das mais variadas áreas do conhecimento, com a finalidade de formar policiais de todas as 14 carreiras da Polícia Civil do Estado de São Paulo:

## Carreiras da Polícia Civil
- Agente Policial

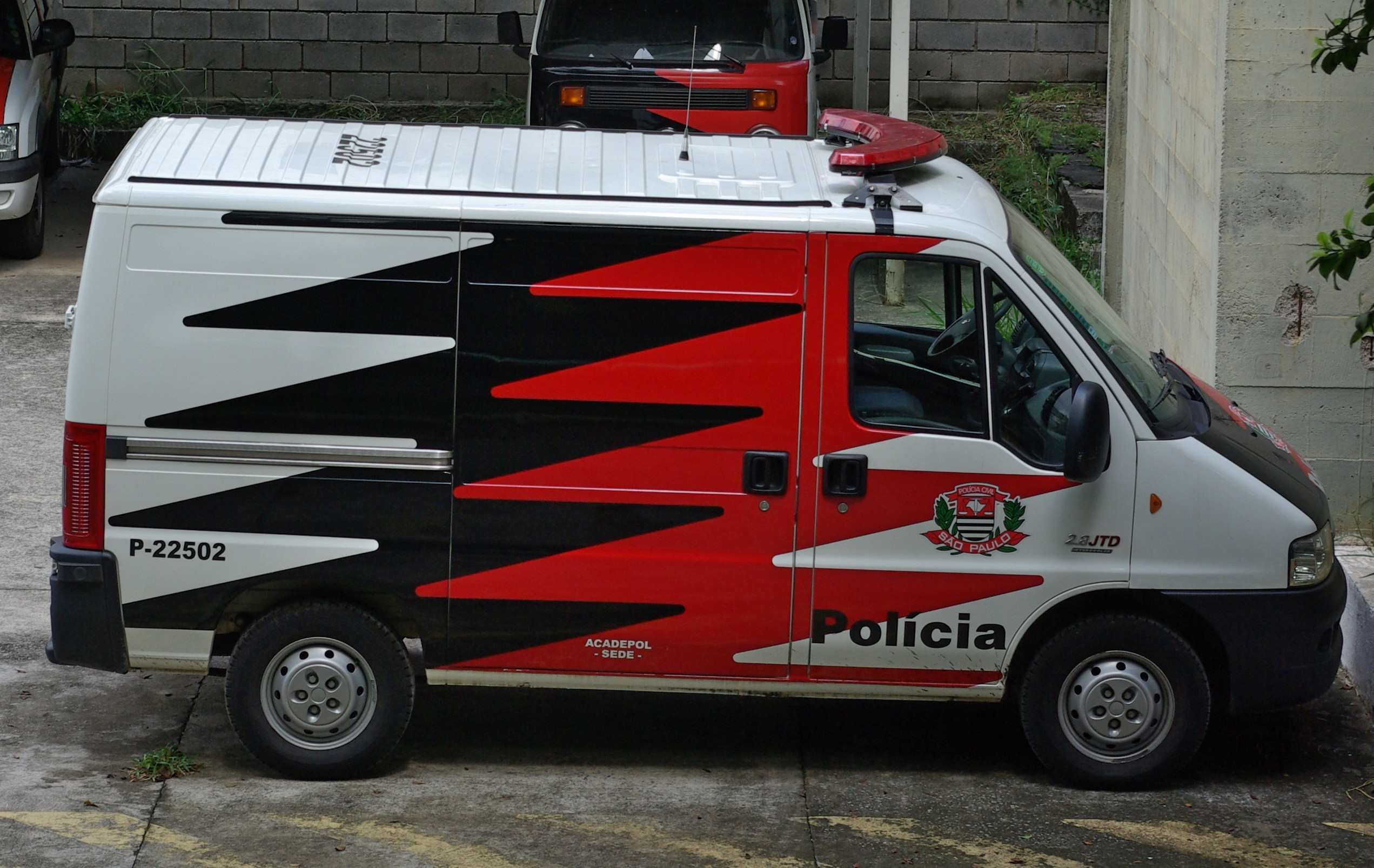
Furgão da Acadepol

- Auxiliar de papiloscopista policial
- Carcereiro policial
- Delegado de Polícia

- Escrivão de polícia
- Investigador de polícia
- Papiloscopista policial

Carreiras da Superintendência de Polícia Científica
- Atendente de necrotério policial
- Auxiliar de necrópsia
- Desenhista técnico-pericial
- Fotógrafo técnico-pericial
- Médico Legista
- Perito Criminal

Apoio da atividade policial
- Oficial Administrativo

Obs.: Nomes das Carreiras alterados de acordo com a Lei 207/79 - Lei Orgânica da Polícia.

## Museu da Polícia Civil (Museu do Crime)
A Acadepol abriga em suas instalações o Museu do Crime de São Paulo, com um respeitável acervo de criminologia e criminalística. Dentre os crimes de renome representados no Museu do Crime, se encontram casos como o de "Chico Picadinho", do "Maníaco do Parque" e do "Crime da Mala".
A Academia dispõe também de uma ampla coleção de antigos veículos policiais da Polícia paulista, bem como de algumas motocicletas das Polícias norte-americanas, doadas para a coleção em 2007.